# 坂井寿美江
坂井 寿美江（さかい すみえ、1945年〈昭和20年〉4月6日 - 2024年〈令和6年〉10月30日）は、日本の女優、声優。東京都出身。

## 来歴
東京アナウンスアカデミー出身。1963年から東京俳優生活協同組合に所属していた。
2024年10月30日、死去。79歳没。

## 人物
本名は藤野 寿美江。以前は坂井 すみ江の芸名（一時期のみ、坂井 すみゑ）で活動していた。なお、出演作品のリストに掲載されている大部分の作品は坂井 すみ江の名義で出演したものである。
声種はメゾソプラノ。
特技は茶道（裏千家）、謡曲（観世流）。趣味・スポーツは読書、観劇、ゴルフ、登山、卓球。
すみ江は、アニメ『ヘッケルとジャッケル』に無名の役でデビュー。

## 出演
太字はメインキャラクター。

### テレビドラマ
- 正塚の婆さん（1963年、TBS）
- 大河ドラマ（NHK）
  - 太閤記（1965年） - おさい
  - 峠の群像（1982年） - 長屋の女
  - 翔ぶが如く（1990年） - 女将
- 特別機動捜査隊（1968年、NET、東映） - 芳子（第330話ゲスト）
- 刑事くん第3部（1974年、TBS） - 美容院の客（第16話ゲスト）
- 華麗なる一族（1974年、MBS / 東宝） - 小田の妻
- ロボット110番 第23話「五円玉の幸福」（1977年、テレビ朝日、東映）
- 松本清張おんなシリーズ・馬を売る女（1978年、TBS）
- 熱中時代（1979年、NTV） - 三年四組児童の母親（第17話ゲスト）
- Gメン'75 第285話 「満月の夜 女の血を吸う男」（1980年、TBS）−ナース（黒谷総合病院）
- 生徒諸君!（1980年、テレビ朝日、東映）- 田村僚一の母
- 噂の刑事トミーとマツ2 第22話「トミマツ降伏! 悪党死の水攻め」（1982年）
- 連続テレビ小説 おしん（1984年、NHK） - 主婦
- 不良少女と呼ばれて第15話（1984年、TBS） - 美容院のママ
- うちの子にかぎって… パート2（1985年、TBS） - 久我の母（第7話ゲスト）
- 真田太平記（1985年、NHK） - 真田家の侍女
- 私鉄沿線97分署（1985年、ANB / 国際放映）
- パパはニュースキャスター（1987年、TBS） - 教師役（第4話ゲスト）
- 心のメッセージ（1987年、NHK）
- 小京都ミステリー13（1995年、NTV)
- 松本清張スペシャル 書道教授（1995年、ANB、大映）
- 若葉のころ（1996年、TBS） - 家政婦（第1話ゲスト）、第2話ゲスト
- 松本清張スペシャル 恐喝者（1997年、NTV、松竹）
- はぐれ刑事純情派（1999年、テレビ朝日、東映） - ラーメン屋役（第22話ゲスト）
- 弁護士 朝吹里矢子7 嘱託殺人の罠（2000年、テレビ朝日） - 家政婦・山田
- 警部補 佃次郎18（2003年、NTV）
- 警視庁失踪人捜査課 第6話（2010年、ABC・テレビ朝日）

### テレビアニメ
出演時期不明
- サザエさん

1964年
- 狼少年ケン（1964年 - 1965年）

1965年
- ジャングル大帝（リン坊）
- 宇宙エース

1968年
- かみなり坊やピッカリ・ビー（スキー場の悪童三つ子）
- 佐武と市捕物控（お京）

1969年
- アタックNo.1（1969年 - 1971年、早川みどり）
- 忍風カムイ外伝（ツグミ）

1972年
- 国松さまのお通りだい（オチャラ〈第45話のみ代役〉）
- 原始少年リュウ
- さるとびエッちゃん
- デビルマン（1972年 - 1973年、牧村ミキ）

1973年
- アストロガンガー（アキオ、女教師）
- ドロロンえん魔くん（1973年 - 1974年、雪子姫）

1976年
- 超電磁ロボ コン・バトラーV（荒川由美）

1977年
- おれは鉄兵

1980年
- ずっこけナイトドンデラマンチャ（女王〈第20話〉）

2006年
- 名探偵コナン（新田秀子）

2010年
- HEROMAN（バージニア・ジョーンズ）

2011年
- Dororonえん魔くん メ〜ラめら（えん魔の母）

2012年
- 絶園のテンペスト（お婆さん）

### 劇場アニメ
- アタックNo.1（1970年、早川みどり[12]）
- アタックNo.1 涙の回転レシーブ（1970年、早川みどり[13]）
- アタックNo.1 涙の世界選手権（1970年、早川みどり[14]）
- 風を見た少年（2000年）

### ゲーム
- デビルマン（2000年、牧村美樹〈隠しモード〉）

### 吹き替え
- 底抜け大学教授
- 北京原人の逆襲（リン）

### ラジオドラマ
- 円都通信「ひまわり」（ジャパンエフエムネットワーク） - 坂井はやの

### 特撮
- チビラくん（1970年 - 1971年、日本テレビ） - ピッピーの声（第10話）
- 人造人間キカイダー（1972年、NET） - モモイロアルマジロの声
- 超人バロム・1（1972年、読売テレビ） - ランゲルゲの声
- がんばれ!!ロボコン（1975年、NET） - ユキの母（第28話）
- 仮面ライダーストロンガー（1975年、毎日放送） - ハルオ少年の母（第16話）
- スーパー戦隊シリーズ（NET→ANB）
  - 秘密戦隊ゴレンジャー（1976年） - 大耳仮面の声
  - バトルフィーバーJ（1979年 - 1980年） - ツララ怪人の声、口裂け怪人の声、ゲンソウ怪人の声
  - 電子戦隊デンジマン（1980年 - 1981年） - ドクガラーの声、デスマスクラーの声、アラジンラーの声
  - 電撃戦隊チェンジマン（1985年 - 1986年）アハメス三獣士ジェラーの声
- ロボット110番（1977年、ANB） - 主婦（第23話）
- スパイダーマン（1978年、テレビ東京） - 石原陽子の母・邦子（第20話）
- 勝手に!カミタマン（1985年 - 1986年、フジテレビ） - カミタマンの母
- 燃えろ!!ロボコン（1999年、テレビ朝日） - 隣町のおばさん（第2話）